# Alcuronium

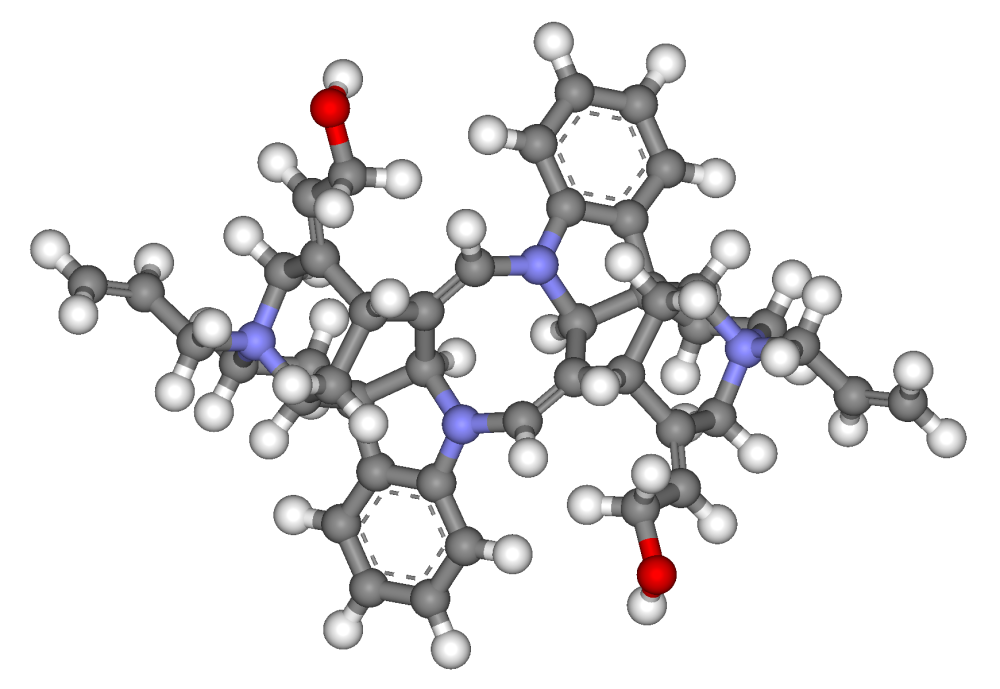
Alcuronium

L'alcuronium est un curare non-dépolarisant de la famille des aminostéroïdes, commercialisé sous forme de chlorure d'alcuronium. Employé comme myorelaxant en anesthésie générale et en réanimation. Il est peu utilisé en Europe.
Sa durée d'action est de 20 à 40 minutes.